# Павлин Ноланский
Павлин Ноланский (лат. Paulinus Nolanus, Павлин Милостивый, полное имя Понтий Меропий Аниций Павлин, лат. Pontius Meropius Anicius Paulinus; ок. 353—22 июня 431) — епископ Ноланский (409/411—431).
Канонизирован в лике святителя. Память в католической церкви — 22 июня, в православной церкви — 23 января (5 февраля).

## Биография
Павлин родился в Бурдигале (современный французский город Бордо) в семье римского сенатора. Он был двоюродным братом Мелании Старшей. Павлин получил хорошее образование, был избран в римские сенаторы, затем стал консулом и, наконец, в 381 году губернатором области Кампании в Италии.
В 394 году в Барселоне его рукоположили в сан священника. Затем вместе с женой они основали в Ноле монастырскую общину строгой аскетической жизни. В 409 или 411 году при всенародном ликовании он был избран епископом Ноланским.
Человеколюбие и сострадательность ко всем бедным и нуждающимся составляли отличительную черту его характера. Святой Павлин известен и как храмостроитель и христианский поэт.
Скончался 22 июня 431 года в возрасте 78 лет. Павлина хоронили в Ноле при большом стечении народа. Мощи его долгое время хранились в Риме, в храме святого апостола Варфоломея; затем в 1908 году были возвращены в Нолу.
По благословлению архиепископа Егорьевского Марка, а также трудами отца Андрея, наместника Патриаршего подворья в городе Бари (Италия), частички мощей Святого Павлина Милостивого, епископа Ноланского — покровителя звонарей и звонариц всего христианского мира — были переданы Владимиру Марьяновичу Петровскому.
Частица мощей святителя Павлина находится в России в московской Школе звонарей Ильи Дроздихина. Частица мощей святителя Павлина есть также в московском храме Покрова Пресвятой Богородицы на Городне.
23 октября в Алтайский центр звонарского мастерства Иоанно-Богословского храмового комплекса в г. Барнаул (Алтайский край) по благословению митрополита Барнаульского и Алтайского Сергия была передана икона святителя Павлина Ноланского с частицей его мощей. Икона написана в Екатеринбуржской Епархии, частица мощей доставлена из Рима.
Ежегодно жители Нолы 26 июня совершают шествие, поминая своего любимого и уважаемого епископа. Считается, что святой Павлин был основателем традиции колокольного звона.
Сохранилось 20 стихотворений Павлина Ноланского, всего 3873 строки.